# مقيم (تقسيم إداري)
مقيم هو نوع من التقسيم الإداري المستخدم في بروناي وإندونيسيا وماليزيا وسنغافورة. كلمة مقيم هي كلمة مستعارة من اللغة الملايوية، وهي في الأصل مُحرَّفة من كلمة عربية تعني «شخص مقيم أو نزيل» أقرب ترجمة قريبة لمقيم هي «بلدة».

## الاستخدام

### بروناي
في بروناي المقيم هو التقسيم الإداري الأصغر مباشرة من المديرية.

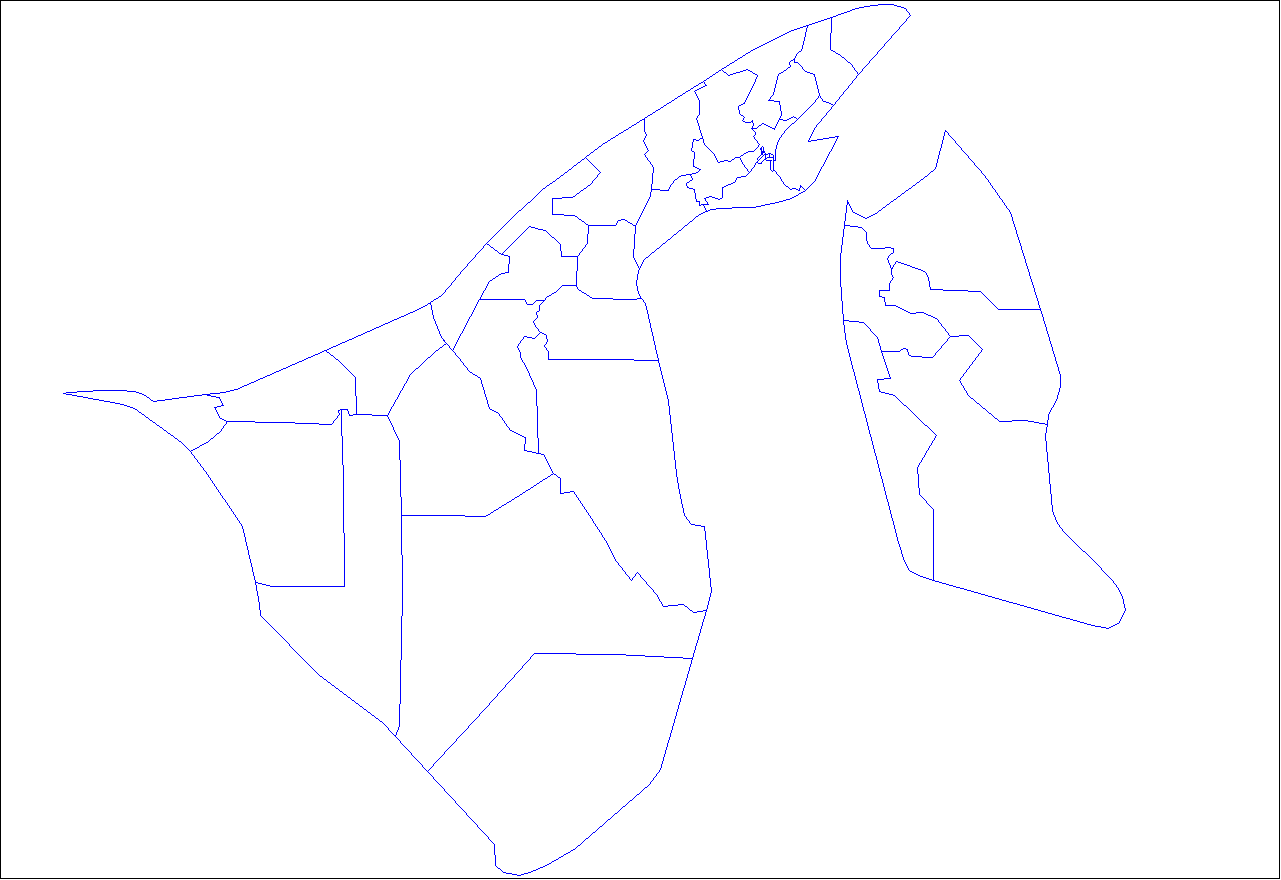
مقيمات بروناي

هناك 38 مقيم في بروناي. كل مقيم هي منطقة إدارية تتكون من عدة قرى، المقيم يرأسه مكتب منتخب. عدد المقيمات في كل مديرية من مديريات بروناي كالتالي:
| المديرية              | عدد المقيمات |
| مديرية بيلايت         | 8            |
| مديرية بروناي - موارا | 17           |
| مديرية تيمبورونغ      | 5            |
| مديرية توتونغ         | 8            |

### إندونيسيا
في إندونيسيا مقيم تعني «مكان للإقامة» أو «الشخص المُقيم». ويستخدم مصطلح المقيم حصريًا كتقسيم إداري فرعي لمديريات إقليم آتشيه. ويحتوي المقيم على عدة قرى.

### ماليزيا
في ماليزيا المقيم هو تقسيم فرعي من المديرية أو المحافظة أو وحداتها. لا يُستخدم تقسيم المقيم في بوتراجاي. أما ولاية برليس فتتكون من مقيمات فقط.

### سنغافورة
المقيم في سنغافورة هو المنطقة التي يجري بها مسح جغرافي أو سكاني، تنقسم سنغافورة إلى 34 مقيم.